# Ruta Estatal de California 45
La Ruta Estatal de California 45, y abreviada SR 45 (en inglés: California State Route 45) es una carretera estatal estadounidense ubicada en el estado de California. La carretera inicia en el Oeste desde la SR 113     en Knights Landing hacia el Este en la SR 32     en Hamilton City. La carretera tiene una longitud de 112,7 km (70 mi).

## Mantenimiento
Al igual que las autopistas interestatales, y las rutas federales y el resto de carreteras estatales, la Ruta Estatal de California 45 es administrada y mantenida por el Departamento de Transporte de California por sus siglas en inglés Caltrans.

## Cruces
La Ruta Estatal de California 45 es atravesada principalmente por la  SR 20  SR 162   en Colusa y Glenn.
| Condado | Localidad       | Miliario    | Destinos                                              | Notas                              |
| --- | --------------- | ----------- | ----------------------------------------------------- | ---------------------------------- |
| Yolo YOL 0.00-12.92 | Knights Landing | 0.00        | 4th Street                                            | Continuación más allá de la SR 113 |
| Yolo YOL 0.00-12.92 | Knights Landing | 0.00        | SR 113 (Locust Street) – Robbins, Yuba City, Woodland |                                    |
| Yolo YOL 0.00-12.92 |                 | 5.80        | CR E11 (Road 98A)                                     |                                    |
| Colusa COL 0.00-34.18 | Grimes          | 12.87       | Grimes-Arbuckle Road – College City, Arbuckle         |                                    |
| Colusa COL 0.00-34.18 |                 | 18.47       | Sycamore Road – Meridian                              |                                    |
| Colusa COL 0.00-34.18 |                 | 19.85 36.79 | SR 20 este                                            | Extremo sur de la SR 20            |
| Colusa COL 0.00-34.18 | Colusa          | 31.09 19.86 | SR 20 oeste (10th Street) – Williams                  | Extremo norte de la SR 20          |
| Colusa COL 0.00-34.18 |                 | 24.53       | Maxwell Road a I-5 – Maxwell                          |                                    |
| Glenn GLE 0.00-23.23 | Codora          | 3.06        | SR 162 este / Road 61 – Butte City, Oroville          | Extremo sur de la SR 162           |
| Glenn GLE 0.00-23.23 | Glenn           | 7.53        | SR 162 oeste – Willows                                | Extremo norte de la SR 162         |
| Glenn GLE 0.00-23.23 | Hamilton City   | 23.23       | SR 32 (6th Street) – Chico, Orland                    |                                    |
| Glenn GLE 0.00-23.23 | Hamilton City   | 23.23       | Canal Street                                          | Continuación más allá de la SR 32  |
| 1.000 mi = 1.609 km; 1.000 km = 0.621 mi Cerrada/Antigua • Terminal concurrente • Acceso incompleto • Propuesta/Sin abrir |                 |             |                                                       |                                    |

1. 1 2  Indica que el miliario representa la distnacia a lo largo de la SR 20 y no la de la SR 45.